# 訃報 1990年11月
訃報 1990年11月（ふほう 1990ねん11がつ）では、1990年（平成2年）11月中に物故した、又は物故が報じられた人物についてまとめる。

## （1日 - 15日）

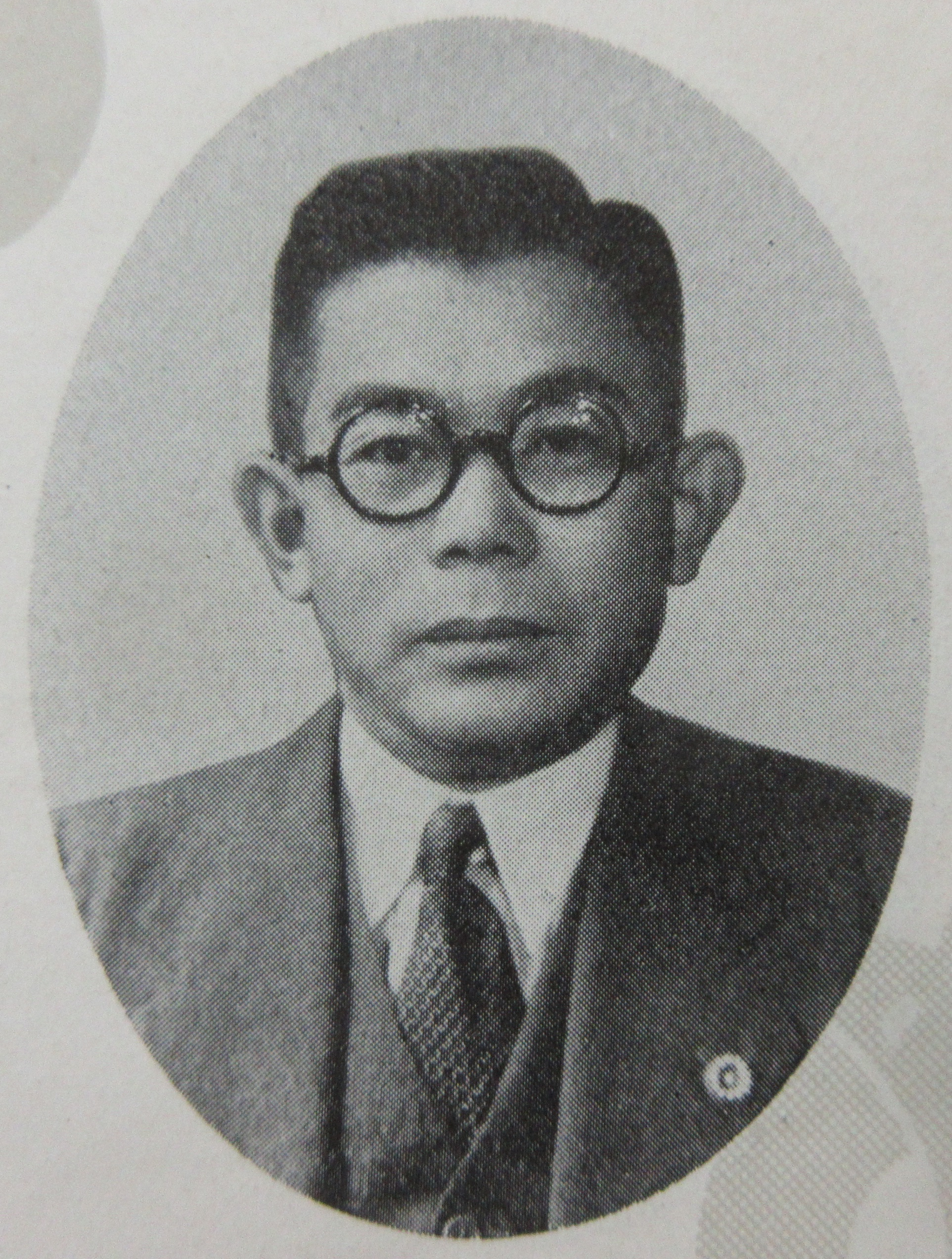
丹羽兵助 / 11月2日没

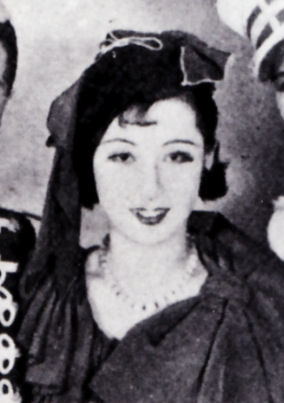
江戸川蘭子 / 11月5日没

- 11月2日 - 丹羽兵助、政治家、第51代労働大臣、第30代総理府総務長官（* 1911年）
- 11月3日 - 筒井修、元プロ野球選手【東京巨人軍】、プロ野球審判員（* 1917年）
- 11月5日 - 江戸川蘭子、歌手・女優（* 1913年）
- 11月12日 - 和中道男、元プロ野球選手【阪急ブレーブス】（* 1927年）
- 11月13日 - ボビー・マルカーノ、元プロ野球選手【阪急ブレーブス、ヤクルトスワローズ】（* 1951年）
- 11月15日 - 富田仲次郎、俳優（* 1911年）

## （16日 - 30日）

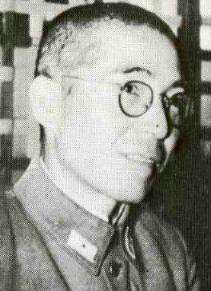
原乙未生 / 11月16日没

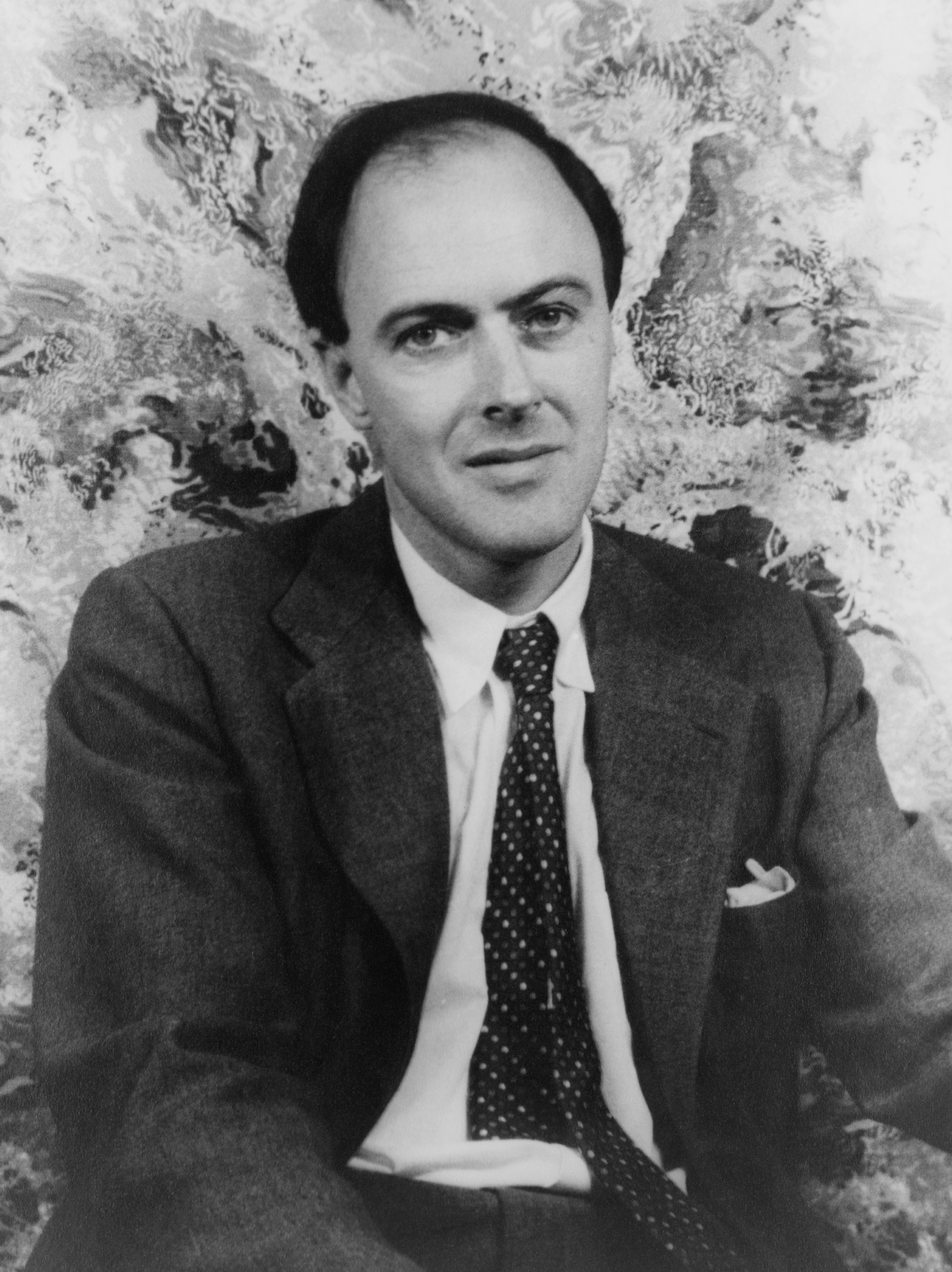
ロアルド・ダール / 11月23日没

- 11月16日 - 原乙未生、陸軍軍人（* 1895年）
- 11月19日 - ゲオルギー・フリョロフ、ソビエト連邦出身の物理学者（* 1913年）
- 11月20日 - 稲村隆一、政治家（* 1898年）
- 11月20日 - ヘルベルト・ケーゲル、指揮者（* 1920年）
- 11月23日 - ロアルド・ダール、作家（* 1916年）
- 11月27日 - デヴィッド・ホワイト、俳優（* 1916年）